# شراءالقرية (حزم العدين)

تعديل مصدري - تعديل

شراءالقرية محلة تابعة لقرية المصنعة، التابعة لعزلة الاجعوم بمديرية حزم العدين إحدى مديريات محافظة إب في الجمهورية اليمنية، بلغ تعداد سكانها 111 حسب تعداد اليمن لعام 2004.